# Gotlands Järnvägsaktiebolag
Die Gotlands Järnvägsaktiebolag (GJ) war eine schwedische Aktiengesellschaft. Sie war die erste und größte Eisenbahngesellschaft auf der Insel Gotland. Die Gesellschaft wurde gegründet, um die Bahnstrecke Visby hamn–Hemse zu planen und zu bauen. Im Laufe der Jahre wurden die Streckenerweiterungen für die gesamte Bahnstrecke Lärbro–Burgsvik von dieser Gesellschaft durchgeführt.

## Geschichte
Die ersten Gespräche für den Bau einer Eisenbahn auf Gotland wurden in den 1870er-Jahren geführt. Der erste Vorschlag befasste sich mit einer Strecke zwischen Visby und Havdhem und entstand aus einer privaten Initiative von Claes Adolf Adelsköld. Dieser Vorschlag wurde vom Provinziallandtag abgelehnt. Konkret wurde das Thema am 26. Oktober 1875, als der Stadtrat von Visby beschloss, 500.000 Kronen für den Bau einer Eisenbahn zwischen Visby und Hemse bereitzustellen. Aus einer Arbeitsgruppe heraus konstituierte sich am 30. November 1875  Gotlands Järnvägsaktiebolag (GJ). Der erste Geschäftsführer war Ernst Leijer. Die Satzung wurde am 18. Januar 1876 beschlossen und die Konzession für die Gesellschaft beantragt.
Die Strecke Visby hamn–Hemse wurde als erste Strecke von der Gotlands Järnvägsaktiebolag geplant und erbaut. Die in der Konzession vom 5. Mai 1876 enthaltenen Nebenstrecken nach Ronehamn und Klintehamn wurden bei einer Überarbeitung gestrichen. Nach der Genehmigung eines Staatsdarlehens in Höhe von 500.000 Kronen am 14. November 1876 wurde der Bau dieser Strecke im Mai 1877 begonnen.
In den frühen 1890er-Jahren plante C. A. Sylvan eine Verlängerung für die elf Kilometer lange Strecke von Visby nach Väskinde. Die Kosten wurden auf 132.000 Kronen geschätzt. Die Konzession wurde am 1. Mai 1896 erteilt. Die Arbeiten wurden sofort von einem privaten Konsortium aufgenommen und erst später an die GJ übertragen.
Die nächste Erweiterung betraf den 13 Kilometer langen Streckenabschnitt von Väskinde nach Tingstäde, der von August Bååth geplant wurde. Die Konzession wurde am 17. Juni 1898 erteilt. Am 29. November 1899 wurden Güter- und Personenverkehr eröffnet. Die Planungen für eine Fortsetzung von Hemse nach Havdhem wurden von Johan Danielsson durchgeführt. Die Konzession wurde am 7. April 1899 erteilt.
Die Genehmigung für den 15 Kilometer lange Abschnitt zwischen Havdhem und Burgsvik wurde am 26. Oktober 1906 erteilt und die Arbeit an der Strecke begonnen. Die offizielle Eröffnung war am 30. August 1908, nachdem die ersten Güterzüge bereits im Oktober 1907 gefahren waren. Als letzter Streckenabschnitt erhielt der zwölf Kilometer langen Abschnitt zwischen den beiden Orten Tingstäde und Lärbro eine Lizenz, die während des Ersten Weltkrieges verfiel. C. J. Insulander stellte 1919 neue Planungen auf. Die Bauarbeiten für die am 16. Januar 1920 erteilte neue Konzession wurden unter der Leitung der Staatlichen Forstverwaltung durchgeführt, die extra zu diesem Zwecke Arbeitslose einstellte. Die Eröffnung erfolgte am 17. Dezember 1921.
Damit war das Streckennetz von 1878 bis 1921 von 57 auf 117 Kilometer angewachsen. Die gesamten Baukosten beliefen sich auf rund 2,7 Millionen Kronen. In den 1940er Jahren gab es Pläne für eine weitere Ausdehnung im Norden bis Fårösund, die nicht realisiert wurden.

## Verstaatlichung
Die wirtschaftliche Situation verschlechterte sich 1947 so stark, dass in der Verstaatlichung der einzige Weg gesehen wurde, den Betrieb fortzusetzen. Am 1. Juli 1947 wurde die Gotlands Järnvägsaktiebolag unter gleichem Namen auf Grundlage der Allgemeinen Eisenbahnverstaatlichung in Schweden in eine staatliche Gesellschaft umgewandelt. Der Name wurde bis zum 1. Juli 1948 beibehalten. Dann wurde die Eisenbahngesellschaft in die Schwedische Staatsbahn (SJ) integriert.